# Attack from Mars
Attack from Mars es un juego de pinball de 1995 diseñado por Brian Eddy y lanzado por Midway (bajo la marca Bally).
En este juego, el jugador debe defenderse de una invasión alienígena del planeta Marte defendiendo las principales ciudades del mundo, destruyendo la flota de invasión y conquistando el propio Marte.
Las características notables en el campo de juego incluyen cuatro figuras marcianas mecanizadas y una luz estroboscópica (para Strobe Multiball).

## Objetivos
Se deben completar seis objetivos para calificar para el modo Rule the Universe, de la siguiente manera:
- Super Jets: anotar un número específico de golpes en los bumpers para encender los Super Jets (con un valor de 3 millones de puntos por golpe).
- 5-Way Combo: completa tiros consecutivos (cada uno dentro de un intervalo de tiempo) a través de cualquier bucle o rampa iluminada en una combinación específica para obtener una gran bonificación.
- Super Jackpot: durante la multibola, complete cinco tiros de jackpot para encender el Super Jackpot, que alterna continuamente alrededor de cada una de las cinco ubicaciones de jackpot.
- Martian Multiball: Destruye a los cuatro marcianos durante el "Martian Attack" para comenzar Martian Multiball.
- Total Annihilation: Disparar a las cuatro rampas/bucles tres veces cada uno para comenzar este modo de cuatro bolas .
- Conquer Mars: Defiende todas las ciudades importantes y vuela a Marte para destruir el Imperio marciano.

Una vez que se cumplen los seis objetivos, el jugador puede disparar la primicia "Golpe de la suerte" para comenzar Rule the Universe. Esta es una multibola de cuatro bolas, con cada tiro del campo de juego y el objetivo encendidos para obtener la máxima puntuación. Anotar al menos 5 mil millones de puntos en este modo otorga 5 mil millones adicionales.

## Secuelas
A Attack From Mars le siguió Revenge From Mars, lanzado en 1999. Fue diseñado por George Gomez y contó con la mayor parte del equipo de diseño original de AFM. Fue el primer juego que se ejecutó en la plataforma Pinball 2000 de Williams. WMS Industries introdujo máquinas tragamonedas en 2011 llamadas Attack from Mars y Revenge from Mars.

## Versiones digitales
Attack from Mars está disponible como una mesa con licencia de Pinball FX 3 para varias plataformas y anteriormente estaba disponible para The Pinball Arcade. Attack from Mars también se incluyó en el juego de arcade UltraPin. Las recreaciones sin licencia del juego están disponibles para Visual Pinball.

## Reedición
En 2017, Chicago Gaming Company lanzó tres nuevas ediciones del título clásico de Williams: Attack From Mars Classic, Attack From Mars Special Edition y Attack From Mars Limited Edition. Cada edición tiene algunas diferencias cosméticas, incluidas diferentes opciones para el acabado del gabinete, una gran pantalla a color con gráficos HD, efectos de iluminación en los parlantes y un adorno animado en la caja posterior.